# Festival international du film d'Odense
Le Festival international du film d'Odense (Odense Internationale Film Festival) est un festival qui a lieu en août à Odense et qui présente des courts métrages. Créé en 1975, c'est le plus vieux festival cinématographique du Danemark.

## Histoire
À l'origine, le festival était connu sous le nom de Festival international du conte, en hommage à Hans Christian Andersen, né à Odense. Si à l'origine le festival ne présentait que des films d'animation, à partir de 1983, il autorisa les films de fictions et prit son nom actuel de Festival international d'Odense.

## Source de la traduction
- (en) Cet article est partiellement ou en totalité issu de l’article de Wikipédia en anglais intitulé « Odense International Film Festival » (voir la liste des auteurs).